# Ascotis sordida
Ascotis sordida là một loài bướm đêm trong họ Geometridae.